# Aleksandr Butko
Aleksandr Anatoljevitj Butko (ryska: Александр Анатольевич Бутько), född 18 mars 1986 i Hrodna i Vitryska SSR i Sovjetunionen, är en rysk volleybollspelare. Butko blev olympisk guldmedaljör i volleyboll vid sommarspelen 2012 i London.